# 夏河缬草
夏河缬草（学名：Valeriana xiaheensis）是忍冬科缬草属的植物，为中国的特有植物。分布在中国大陆的甘肃等地，生长于海拔3,300米至3,800米的地区，一般生于山坡路旁，目前尚未由人工引种栽培。